# Poljaci u Mađarskoj
Poljaci su jedna od nacionalnih manjina u Mađarskoj.
Prema mađarskim službenim statistikama, u Mađarskoj je 2001. živjelo 5.144 Poljaka.
Prema istim podacima, 2.659 stanovnika Mađarske govori poljski s članovima obitelji ili prijateljima, a 3.983 ima afinitet prema kulturnim vrijednostima i tradicijama poljskog naroda.